# 스튜드베이커

스튜드베이커(Studebaker)는 인디애나주 사우스벤드에 위치했던 미국의 웨건 및 자동차 제조사였다. 건물은 뉴욕 미드타운맨해튼 타임스 스퀘어의 1600 브로드위이의 건물에 위치했다. 1852년 설립되었고 1868년 Studebaker Brothers Manufacturing Company라는 사명으로 통합된 이 기업은 처음에는 웨건, 버기, 캐리지, 하니스를 제조한 자동차 차체 제작공이었다.
1954년 패커드와의 합병으로 스튜드베이커-패커드 코퍼레이션이 탄생하였으나 성공적이지는 못하여 만성적인 전후 자금흐름 문제를 해결하지 못했다. 1962년 '스튜드베이커 코퍼레이션'으로 이름이 돌아왔으나 사우스벤드는 1963년 12월 20일 자동차 생산을 중단했다.

## 같이 보기
- 자동차 산업